# Polypedilum ramiferum
Polypedilum ramiferum är en tvåvingeart som beskrevs av Jean-Jacques Kieffer 1921. Polypedilum ramiferum ingår i släktet Polypedilum och familjen fjädermyggor. Inga underarter finns listade i Catalogue of Life.